# Убийство на Джон Кенеди
Убийството на Джон Кенеди, 35-ия президент на Съединените щати, се състои на 22 ноември 1963 г. в 12:30 ч. местно време в „Дийли Плаза“, град Далас, щата Тексас, САЩ.
Кенеди е смъртно ранен, докато пътува с жена си Жаклин, губернатора на Тексас Джон Конъли и съпругата му Нели Конъли, придружени от президентския конвой.
10-месечното разследване на комисията „Уорън“ между 1963 и 1964 г. установява, че президентът е убит от Лий Харви Осуалд, който е действал сам, и че Джак Руби също действа сам, когато убива Осуалд, преди да се яви пред съд. Въпреки това, анкети правени между 1966 и 2004 година показват, че до 80% от американците подозират, че това е правителствено прикритие.
Друго твърди Комисията по убийствата на Камарата на представителите на САЩ, която заявява през 1979 г., че президента Джон Ф. Кенеди вероятно е убит в резултат на заговор. Комисията намира много недостатъци в оригиналното разследване на ФБР и на Комисията „Уорън“. Въпреки, че се съгласява с твърдението на „Уорън“, че Осуалд извършва всички изстрели, които раняват Кенеди и губернатор Конъли, Комисията по убийствата твърди че са извършени поне четири изстрела и че има голяма вероятност стрелците да са били двама. Комисията не определя нито един човек или група хора замесени в убийството, освен Осуалд, но казва че ЦРУ, Съветския съюз, организираната престъпност и още няколко други групи не са замесени, макар и да не отричат замесването на индивидуални членове на тези групи. Убийството все още подлежи на дебат и е дало начало на много теории на конспирацията.

## Маршрут до Дийли Плаза
Пътят на конвоя на президента Кенеди е планиран така, че да даде максимален показ на Кенеди пред тълпите в Далас, преди да пристигне, заедно с вицепрезидента и губернатора, на официален обяд с граждански и бизнес лидери от града. Персоналът на Белия дом уведомява Тайната служба, че президента ще пристигне в Далас чрез кратък полет от военно летище Карсуел във Форт Уърт до летище Dallas Love Field. Определено е официалния обяд да се състои в Търговски център Далас, а последното решение Търговския център да бъде крайна дестинация на конвоя е взето от приятеля на Кенеди и секретар за срещи, Кенет О'Донъл. Потегляйки от летището в Далас, е определено че на конвоя са нужни 45 минути да пристигне в Търговския център в 12:15, планираното време за пристигане. Истинският маршрут е избран да бъде криволичещ път, дълъг 10 мили (16 км), който може да се измине на бавна скорост за определеното време от 45 минути. Специален агент Уинстън Г. Лаусън, член на персонала на Белия Дом, който също така работи като агент на Тайната служба, заедно с агент Форест В. Сорелс, началнивни в планирането на същинския път. На 14 ноември Лаусън и Сорелс присъстват на събрание на летище Love Field и след това шофират през пътя, който Сорелс вярва, че е най-подходящ за конвоя. От летището, пътят минава през част от покрайнините на града, през центъра, покрай главната улица, до Търговския център, през кратък участък от магистрала „Стемънс“. За завръщането на президента към летището, от което е планирано да отпътува за благотворителна вечеря в Остин, щата Тексас, агентите избират по-директен маршрут с дължина на пътя около 4 мили (6 км) (част от този път е използван след убийството). Планираният маршрут е публикуван в много от вестниците в Далас няколко дни преди събитието, за хората които искат да присъстват.
За минаването през централната част на Далас е избран път на запад от главната улица, вместо Елм Стрийт (една пресечка на север), защото това е традиционния параден маршрут, където се намират максимум сгради с удобен изглед за тълпите. Все пак, главната улица не позволява завой за изхода на магистрала „Форт Уърт“ (който служи като изход и за магистрала „Стемънс“), който е част от маршрута за Търговския център, защото изхода е достъпен само чрез Елм Стрийт. Поради тази причина планирания маршрут включва завой в края на главната улица, от където излиза на Хюстън Стрийт, върви на север и отново завива на следващата пресечка на запад, като така се озовава на Елм Стрийт, за да продължи през Дийли Плаза, преди да излезе на магистрала „Стемънс“. Сградата на Тексанското книжно хранилище се намира на ъгъла на Хюстън и Елм Стрийт.
На 22 ноември, след сутрешна реч във Форт Уърт, където приспива, след като пристига от Сан Антонио предишния ден, президентът се качва на Air Force One, който отлита в 11:10 и каца на летището в Далас 15 минути по-късно. В 11:40 президентския конвой напуска летището и започва пътуването през Далас, към което са прибавени допълнително 10 минути към предвидените 45, поради ентусиазираните тълпи и непланирано спиране, по желание на президента. Въпреки това, когато конвоя достига Дийли Плаза те са само на 5 минути път от планираната дестинация.

## Стрелба в Дийли Плаза
В 12:30 часа местно време, когато откритата лимузина на Кенеди навлиза в Дийли Плаза, Нели Конъли се обръща към Кенеди, който седи зад нея и коментира, „Господин Президент, не може да кажете, че Далас не ви обича.“.
От Хюстън Стрийт президентската лимузина прави планирания ляв завой, за да излезе на Елм Стрийт, така че да стигне до изхода за магистрала „Стемънс“. Когато завива на Елм Стрийт, конвоя минава през Тексанското книжно хранилище. Когато продължава по Елм Стрийт, по Кенеди се стреля; мнозинството от свидетелите ясно си спомнят да са чули три изстрела. Някои от свидетелите разпознават първия изстрел като идващ от оръжие, но е нямало почти никаква реакция от тълпата.
За секунда президента Кенеди, губернатор Конъли и г-жа Кенеди се обръщат внезапно от ляво надясно, както показва филма на Запрудер между кадър 155 и 169. Президентът Кенеди обхване главата му рязко до дясната му страна, и екраниран лицето му с дясната си ръка. Конъли, който е ветеран от ВСВ, признава че веднага е разпознал изстрела като идващ от оръжие, след което обърнал главата и торса си надясно, опитвайки се да види Кенеди. Конъли признава, че не е могъл да види президента, затова се обръща напред. Той казва, че когато главата му е на около 20 градуса от центъра, куршум уцелва горната част на дясното му рамо, но не чува изстрела. Докторът, който оперира Конъли, отбелязва че главата му е била на 27 градуса от центъра. След като Конъли е уцелен, той извиква „О, не, не, не. Господи. Ще ни убият всички!“
Госпожа Конъли признава, че след като чува силен, стряскащ звук зад нея или от дясно, тя внезапно се обръща към Кенеди и го вижда, че е вдигнал лактите си и ръцете му са близо до гушата му. После тя чува втори изстрел и виковете на Джон Конъли. Г-жа Конъли се обръща от Кенеди към съпруга ѝ, когато чува трети изстрел и забелязва, че задния интериор на лимузината е покрит с фрагменти от череп, мозък и кръв.
Според Комисията „Уорън“ и Комисията по убийствата, след като президента Кенеди маха на тълпите от дясната си страна, с вдигната дясна ръка, куршум пробива врата му, ранява гръбначния му стълб и горната част на десния му бял дроб, излизайки през гърлото му, почти централно под ларинкса му. След това вдига лактите си, свива юмруци пред лицето и гушата си и се навежда напред и наляво. Г-жа Кенеди, която е обърната към него, слага ръцете си около него от притеснение. Губернатор Конъли реагира след като същия куршум пробива гърба му, точно под дясната му подмишница, създавайки овална рана и унищожавайки част от дясното му пето ребро, излизайки точно под дясното му зърно, след което отново влиза над китката му, пробива ръката му и се забива във вътрешната част на лявото му бедро. Според Комисията „Уорън“, „единичния куршум“ удря някъде между кадър 210 и 255 от филма на Запрудер, а Комисията по убийствата твърди, че това се случва точно в 190 кадър.
Според Комисията „Уорън“ втори изстрел ранява президента в кадър 313 (Комисията не съобщава дали това е втория, или трети изстрелян куршум). Комисията по убийствата заключава, че последния изстрел е четвърти по ред и стрелците са били двама, единия от които е пропуснал. И двете разследващи групи установяват, че този куршум минава през задната част на главата на Кенеди и излиза от дясната част на главата му. Кръв, части от черепа и мозъка на Кенеди покриват задния интериор на лимузината. Тогава, г-жа Кенеди се качва на задната част на лимузината. След като пропълзява обратно на седалката си, губернатор Конъли и г-жа Конъли я чуват ясно да казва „Убиха съпруга ми“ и „Имам мозъка му в ръката ми.“
Агент Клинт Хил, от Тайната служба, се вози на предна лява позиция от платформата на колата, следваща президентската лимузина. Хил признава, че е чул един изстрел, а после както е заснето във филма на Запрудер на кадър 308, скача от колата на Елм Стрийт и бяга напред, в опит да достигне лимузината и да защити президента. Хил също така признава пред Комисията „Уорън“, че докато бяга, чува още 2 изстрела. След като Кенеди е уцелен в главата, г-жа Кенеди се качва на задната част на лимузината, въпреки че след това тя не си спомня да го е правела. Според агент Хил, тя се е опитвала да вземе нещо. Той скача на задната част на лимузината, докато в същия момент г-жа Кенеди се връща на седалката си, захваща се за колата и стои така, докато шофьорът ускорява и излиза от Дийли Плаза към болница „Паркланд“.

### Други ранени
Губернатор Конъли, който се вози на предната седалка, точно пред Кенеди, е критично ранен, но оцелява. Докторите по-късно казват, че след като губернатора е уцелен, жена му го придърпва наляво, като по този начин закрива раната му.
Джеймс Таг, наблюдател и свидетел на убийството, също получава лека рана на дясната си буза, докато стои на 162 м от най-източния прозорец на шестия етаж на Книжното хранилище, на 82 м. пред и малко надясно от посоката на гледане на главата на Кенеди и на 4,9 м. под върха на главата на президента. Раната на Таг е в резултат на куршум или фрагмент от куршум, без медно покритие, рикоширал от южния бордюр на главната улица. Когато Комисията „Уорън“ го разпитва за случилото се, Таг казва че го е уцелил или втория, или третия изстрел. След по-усилено разпитване, Таг признава че е уцелен от втория изстрел.

## Конспиративни теории
Убийството на Кенеди е описано като „майката на всички конспирации“. Проучванията показват, че мнозинството от американците вярват, че е имало заговор; около 1000 до 2000 книги — предимно проконспиративни са написани за убийството. В различните теории ролята на Осуалд варира от съзаговорник до напълно невинен. Общите виновници включват ФБР, ЦРУ, американската армия, мафията, военно-промишленият комплекс, вицепрезидентът Джонсън, Кастро, КГБ или някаква комбинация от тях.
Теоретиците на конспирацията често твърдят, че е имало множество стрелци — „триангулация на кръстосания огън“ — и че фаталният изстрел е бил изстрелян от тревистия хълм и е улучил Кенеди в предната част на главата. Лицата, присъстващи на Дийли Плаза са обект на много спекулации, включително тримата скитници, човекът с чадъра и предполагаемият Човек със значка. Теоретиците на конспирацията твърдят, че аутопсията и официалните разследвания са погрешни или в най-лошия случай, съучастнически и че при свидетелите на убийството на Кенеди е настъпила мистериозна и подозрителна смърт.
Теориите на конспирацията са подкрепени от забележителни личности, като Л. Флетчър Праути, началник на отдела за специални операции към Обединения комитет на началник-щабовете при Кенеди, който вярва, че хора от армията и разузнавателните общности на САЩ са заговорничели да убият президента. Губернаторът Конъли също отхвърля теорията за един куршум, и според съобщенията президентът Джонсън изразява съмнение относно заключенията на Комисията Уорън преди смъртта му. Според Робърт Кенеди-младши баща му вярвал, че Докладът на Уорън е бил „калпава занаятчийска работа“ и че Джон Кенеди е убит от заговор, вероятно включващ кубински изгнаници и ЦРУ. Комунистически управници като Кастро и съветският лидер Никита Хрушчов вярват, че Кенеди е бил убит от десни американци. Бившият директор на ЦРУ Р. Джеймс Уулси твърди, че Осуалд е убил Кенеди като част от руски заговор.